# 1913年ウィンブルドン選手権
1913年 ウィンブルドン選手権（1913ねんウィンブルドンせんしゅけん、The Championships, Wimbledon 1913）に関する記事。イギリス・ロンドン郊外にある「オールイングランド・ローンテニス・アンド・クローケー・クラブ」にて開催。

## 大会の流れ
- 男女シングルス・男子ダブルスは「チャレンジ・ラウンド」（Challenge Round, 挑戦者決定戦）と「オールカマーズ・ファイナル」（All-Comers Final）方式で優勝を決定していた。大会前年度優勝者を除く選手は「チャレンジ・ラウンド」に出場し、前年度優勝者への挑戦権を争う。前年度優勝者は、無条件で「オールカマーズ・ファイナル」に出場できる。チャレンジ・ラウンドの勝者と前年度優勝者による「オールカマーズ・ファイナル」で、当年度の選手権優勝者を決定した。
- この年から、女子ダブルスと混合ダブルスが選手権の公式競技（Full Championship Event）になった。ウィンブルドン選手権の優勝記録表では、1913年以後の決勝結果を公式記録として記載する。それまでは、この2部門は「選手権公認外競技」（Non-Championship Event）として扱われ、女子ダブルスの選手権公認外競技は1907年に中止された。この2部門では、チャレンジ・ラウンドやオールカマーズ・ファイナルは実施せず、通常と同じトーナメント方式で優勝を争った。
- 女子シングルスの前年度優勝者エセル・トムソン・ラーコムが、混合ダブルス決勝戦の途中で不慮のアクシデントに遭い（相手組選手の打球が彼女の目に当たった）、直前に「オールカマーズ・ファイナル」の出場を断念した。そのため、本年度の女子シングルスは「チャレンジ・ラウンド」決勝で優勝を決定した。

## 大会前年度優勝者
- 男子シングルス： アンソニー・ワイルディング
- 女子シングルス： エセル・トムソン・ラーコム　［混合ダブルス決勝戦の事故のため、直前に出場断念］
- 男子ダブルス： ハーバート・ローパー・バレット＆ チャールズ・ディクソン

## 男子シングルス

### チャレンジラウンド
準々決勝
- モーリス・マクローリン vs.  W・A・イングラム　6-1, 6-2, 6-4
- ジェームズ・パーク vs.  ダグラス・ワトソン　6-4, 6-1, 6-4
- オスカー・クロイツァー vs.  ケネス・パウエル　6-4, 6-1, 5-7, 6-0
- スタンレー・ダウスト vs.  ホープ・クリスプ　7-5, 6-3, 3-6, 11-9

準決勝
- モーリス・マクローリン vs.  ジェームズ・パーク　6-4, 7-5, 6-4
- スタンレー・ダウスト vs.  オスカー・クロイツァー　6-3, 6-2, 6-3

決勝
- モーリス・マクローリン vs.  スタンレー・ダウスト　6-3, 6-4, 7-5

### オールカマーズ決勝
- アンソニー・ワイルディング vs.  モーリス・マクローリン　8-6, 6-3, 10-8　（ワイルディングが本大会の優勝者になる）

## 女子シングルス

### チャレンジラウンド
準々決勝
- ウィニフレッド・マクネアー vs.  シャーロット・クーパー・ステリー　0-6, 6-4, 9-7
- ドロシー・ホルマン vs.  フィリス・サッタースウェイト　6-4, 6-1
- ドロテア・ダグラス・チェンバース vs.  ミルドレッド・コールズ　6-1, 6-0
- ヘレン・エッチソン vs.  マデリン・オニール　6-2, 6-0

準決勝
- ウィニフレッド・マクネアー vs.  ドロシー・ホルマン　2-6, 6-2, 7-5
- ドロテア・ダグラス・チェンバース vs.  ヘレン・エッチソン　6-2, 6-3

決勝
- ドロテア・ダグラス・チェンバース vs.  ウィニフレッド・マクネアー　6-0, 6-4　（ここで優勝決定。チェンバースが本大会の優勝者になる）

## 決勝戦の結果
男子シングルス
- アンソニー・ワイルディング vs.  モーリス・マクローリン　8-6, 6-3, 10-8　［オールカマーズ決勝］

女子シングルス
- ドロテア・ダグラス・チェンバース vs.  ウィニフレッド・マクネアー　6-0, 6-4　［チャレンジラウンド決勝］

男子ダブルス
- ハーバート・ローパー・バレット＆ チャールズ・ディクソン vs.  ハインリヒ・クラインシュロート＆ フリードリヒ・ラーヘ　6-2, 6-4, 4-6, 6-2　［オールカマーズ決勝］

女子ダブルス
- ドラ・ブースビー＆ ウィニフレッド・マクネアー vs.  シャーロット・クーパー・ステリー＆ ドロテア・ダグラス・チェンバース　4-6, 2-4 （途中棄権）

混合ダブルス
- ホープ・クリスプ＆ アグネス・タッキー vs.  ジェームズ・パーク＆ エセル・トムソン・ラーコム　3-6, 5-3 （途中棄権）